# Министарство императорског двора
Министарство императорског двора (рус. Министерство Императорского Двора) било је министарство одговорно за цјелокупну дворску управу у Руској Империји.

## Оснивање
Основано је 22. августа/3. септембра 1826. под именом Министарство императорског двора и имања (рус. Министерство Императорского Двора и уделов). Министарство је престало да постоји почетком 1918. године.
Министарство је обједињавало све ресоре дворске управе и није било под надзором Правитељствујушчег сената нити било ког другог државног органа. На челу министарства налазио се министар императорског двора, непосредно потчињен императору. Министар је све наредбе добијао непосредно од императора и њему је непосредно и подносио извјештаје. Министарство императорског двора је имало посебан положај зато што његов дјелокруг није имао карактер државних послова, већ се тицао искључиво владајућег дома.
Министарству императорског двора је била припојена Експедиција церемонијалних послова (1858), а сљедеће године и Императорска археолошка комисија (1859). Министарство је реформисано, престала је важити колегијална одговорност и уведена је лична одговорност. Те реформе завршене су доношењем новог закона о министарству (1893), према коме је министар императорског двора био главни начелник над свим ресорима дворске управе и уједно министар имања и канцелар императорских и царских ордена. Под његовом надлежношћу је била Императорска академија умјетности и Московско умјетничко друштво.
Године 1893. установљена је дужност помоћника министра императорског двора са правима и обавезама замјеника министра.

## Устројство
Министарство императорског двора се састојало из сљедећих ресора:
- Савјет при министру (сазиван у посебним случајевима под предсједништвом министра или другог лица кога би одредио министар из реда начелника министарства)
- опште установе
- посебне установе
- Капитул императорских и царских ордена
- Главна управа имања

Опште установе Министарства императорског двора:
- Канцеларија министра императорског двора и имања
- Кабинет Његовог императорског величанства
- Контрола Министарства императорског двора (под управом начелника Ревизорског, Књиговодственог и Техничког одсјека)
- Каса Министарства императорског двора (одјељења у Москви, Барнаули и Нерчинску)
- Општи архив Министарства императорског двора
- Инспекција љекарске јединице Министарства императорског двора (руководила дворском апотеком и болницама дворског надлештва)

Посебне установе Министарства императорског двора:
- Управа дворског маршала
- Експедиција церемонијалних послова
- Дворска штала
- Императорски ловци
- Дворско свештенство
- Дворска капела
- Дворски музички хор
- Сопствене библиотеке Његовог императорског величанства
- Императорски Ермитаж
- Дирекција Императорских позоришта
- Управа Сопственог дворца Његовог императорског величанства
- Дворске управе (московска, царскоселска, петерхофска, гатчинска и варшавска)
- Управа Павловска
- Императорска академија умјетности
- Императорска археолошка комисија
- Дворови Њихових императорских височанстава великих кнезова и великих кнегиња
- Електротехничка јединица при министарству
- Чета дворских гренадера
- Управа Ловичком кнежевином
- Канцеларија Њеног императорског величанства владарке императорке (на почетку 20. вијека било је двије такве канцеларије: Канцеларија Њеног императорског величанства императорке Александре Фјодоровне и Канцеларија  императорке удовице Марије Фјодоровне)

## Инострани дворови
У Уједињеном Краљевству не постоји јединствено надлештво које обједињује цјелокупну дворску управу, већ постоје три посебна ресора: лорд стјуард (енгл. Lord Steward), лорд коморник (енгл. Lord Chamberlain) и управник штала (енгл. Master of the Horse). При управи лорда коморника налазе се и дворске даме са Mistress of the Robes на челу. Са промјеном Кабинета мијењају се и лица која обављају дворске дужности.
У Италији управљање краљевским двором је такође било у рукама три лица: министра двора — који је управљао економским ресором, префекта дворца и првог генерал-ађутанта. На те дужности именовала су се обично лица која се нису бавила политиком.
У Аустроугарској министар иностраних послова је био уједно министар двора.
У Пруској постојало је посебно Министарство краљевског двора (од 1819) које се бавило и пословима племићког сталежа, па је при њему постојала посебна установа — Хералдичка канцеларија.